# Uncinula
Uncinula är ett släkte av svampar som beskrevs av Joseph-Henri Léveillé. Uncinula ingår i familjen Erysiphaceae, ordningen mjöldagg, klassen Leotiomycetes, divisionen sporsäcksvampar och riket svampar.
Arter enligt Dyntaxa:
- adunca
- Uncinula necator
- Uncinula prunastri